# Nền cổ Hoa Bắc

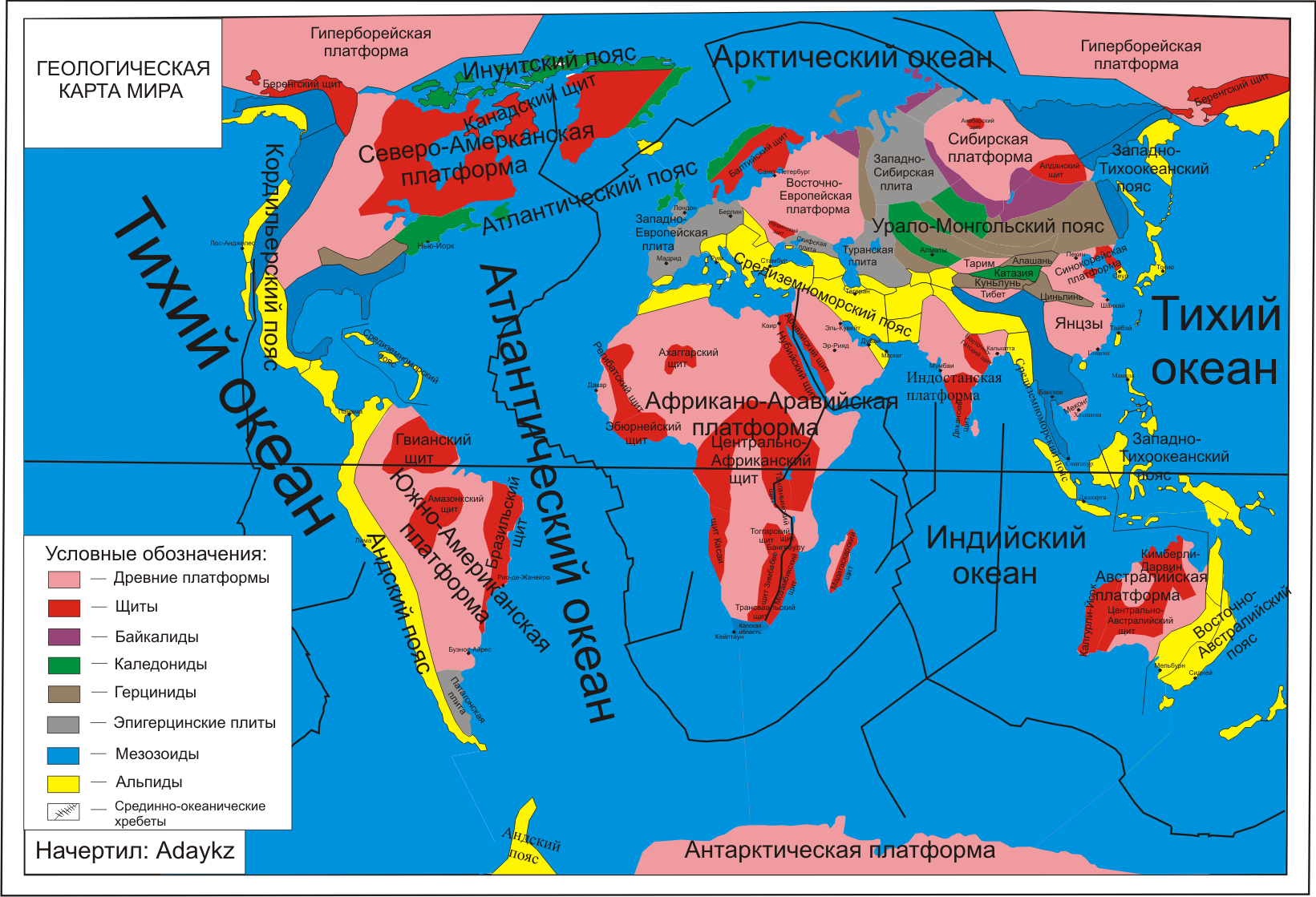
Nền cổ Hoa Bắc trên bản đồ thế giới

Nền cổ Hoa Bắc hay lục địa Hoa Bắc là một trong số các nền cổ lục địa nhỏ của Trái Đất. Nó che phủ diện tích khoảng 1,7 triệu km² (655.500 dặm vuông Anh) ở miền đông bắc Trung Quốc, phần lớn bán đảo Triều Tiên và phần phía nam của Mông Cổ và có hình dạng giống như một chiếc phễu, với trục dài theo hướng đông-tây ở nửa phía tây và hai trục vuông góc ngắn hơn ở nửa phía đông.

## Lịch sử địa chất
Nền cổ Hoa Bắc được hợp thành từ vài khối chính, chúng bị nghiêng và gập oằn theo thời gian do kết quả của các va chạm với các khối đất lục địa khác. Các khối chính hợp thành bao gồm có Khối miền đông, Khối miền tây và Vành đai Kiến tạo sơn Trung tâm. Vành đai Kiến tạo sơn Trung tâm chạy từ miền tây Liêu Ninh qua Bắc Kinh tới miền tây Hà Nam và chứa chủ yếu là các dạng đá lửa có niên đại từ đại Cổ Nguyên sinh. Khối miền tây trải rộng ở phía tây từ khu vực này qua Sơn Tây, Thiểm Tây, Nội Mông Cổ và miền bắc Cam Túc. Khối này là cổ nhất và cũng là phần ổn định nhất của nền cổ này và chứa một số loại đá cổ nhất cũng như có giá trị khoáng vật nhất tại châu Á, đặc biệt là trong khu vực Nội Mông Cổ, nơi có những mỏ trầm tích khổng lồ chứa than đá và quặng sắt đã được tìm thấy.
Khối miền đông là bất thường đối với nền cổ này ở chỗ nó chịu ảnh hưởng nặng bởi sự làm mỏng lớp vỏ đã bắt đầu diễn ra từ đại Trung sinh và được biết là làm giảm độ dày của lớp vỏ từ khoảng 200 km xuống chỉ còn 80 km, nghĩa là mất đi khoảng 120 km. Trong khu vực dãy núi Trường Bạch và tỉnh Sơn Đông từng xảy ra những hoạt động núi lửa liên tục trong kỷ đệ Tam. Sự làm mỏng lớp vỏ tại Khối miền đông được coi là do luồng nhiệt cao trong các mảng kiến tạo (đặc biệt là mảng Thái Bình Dương) bao quanh nền cổ Hoa Bắc. Lớp vỏ thấp nhất được người ta tin rằng đã bị thay thế trong đại Trung sinh do kết quả của chùm lớp phủ lớn sinh ra bởi tác động chung từ các khối lục địa khác cận kề.
Trước kỷ Trias, nền cổ Hoa Bắc là một lục địa độc lập được các đại dương bao quanh. Trong phần lớn thời gian của đại Cổ sinh, nó là khối đất lục địa nằm tại phần phía bắc nhất của Trái Đất, thường là vùng đất xa nhất về phía bắc cho tới khi nó va chạm với Siberia để tạo thành giai đoạn cuối cùng trong sự hình thành của Pangaea trong kỷ Trias.

## Địa lý
Khối miền đông của nền cổ Hoa Bắc bao gồm chủ yếu là đồng bằng Hoa Bắc rất màu mỡ và đông đúc dân cư, một trong những khu vực đông dân cư nông nghiệp nhất thế giới. Nó được tưới tiêu chủ yếu bởi các khúc sông phần hạ lưu của hai con sông Hoàng Hà và Hải Hà, cả hai đều là những con sông giàu phù sa bậc nhất thế giới và cung cấp đủ một lượng lớn các dưỡng chất cần thiết cho cây trồng khi các vùng đất này bị ngập lụt trong mùa hè. Khí hậu của đồng bằng Hoa Bắc là ẩm ướt nhưng mang tính lục địa, với phần lớn lượng giáng thủy diễn ra trong khoảng từ tháng 6 tới tháng 9, mặc dù một lượng đáng kể giáng thủy diễn ra vào mùa đông tại phần phía nam của khu vực này. Lượng giáng thủy tại phần phía nam của đồng bằng Hoa Bắc trung bình khoảng 1.150 mm (45 inch), nhưng giảm xuống chỉ còn khoảng 600 mm (24 inch) tại phía bắc. Nhiệt độ dao động mạnh, nhưng mùa hè luôn luôn nóng với nhiệt độ tối đa trong tháng 7 trung bình đạt 31 °C (88 °F) với độ ẩm cao. Nhiệt độ trong tháng 1 nằm trung bình trong khoảng từ 3 °C (37 °F) ở phần cực nam tới -10 °C (14 °F) ở phía bắc Bắc Kinh.
Ngược lại hoàn toàn, Khối miền tây là cao nguyên cao và khô cằn, với độ cao trung bình trên 1.000 m (3.300 ft) với khí hậu lục địa cực khô. Lượng giáng thủy hàng năm trung bình chỉ khoảng 300–400 mm (12-16 inch) và nhiệt độ mùa đông thường thấp ở mức -20 °C (-4 °F), trong khi mùa hè thì rất nóng. Do sự tích tụ khổng lồ của hoàng thổ từ các sông băng Himalaya, nên đất đai rất màu mỡ khi được tưới tiêu, nhưng vấn nạn thiếu nước vẫn là vấn đề nghiêm trọng đối với nông nghiệp.
Vành đai Kiến tạo sơn Trung tâm chủ yếu là các dãy núi đá cao tới 2.360 m (7.740 ft). Do điều kiện thời tiết cực lạnh và các nguy hiểm do xói mòn nên phần lớn đất đai vùng núi này không được gieo trồng và các khu rừng rậm rạp vẫn còn tồn tại.